# Lycaea bovallii
Lycaea bovallii is een vlokreeftensoort uit de familie van de Lycaeidae. De wetenschappelijke naam van de soort is voor het eerst geldig gepubliceerd in 1900 door Chevreux. De naam verwijst naar de Zweedse natuurwetenschapper Carl Erik Alexander Bovallius.